# مانويل روميرو باز
مانويل روميرو باز (بالإسبانية: Manuel Romero Paz)‏ (28 مايو 1950 بمدريد في إسبانيا - ) هو مدرب كرة قدم ولاعب كرة قدم إسباني في مركز الوسط. لعب مع نادي سالامانكا ونادي فلنسية ‏ وGetafe Deportivo ‏.

## وصلات خارجية
- مانويل روميرو باز على موقع قاعدة بيانات كرة القدم.إي يو (الإنجليزية)